# Échiquier

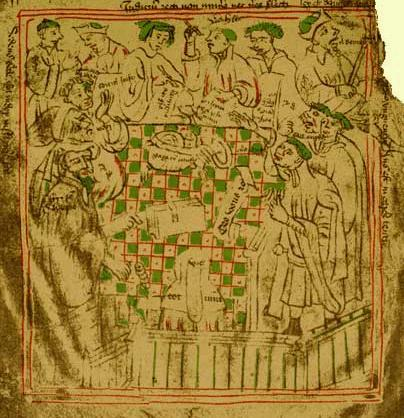
Una mesa cubierta con un mantel a cuadros, detrás de la cual se sientan los contables.

En el Ducado de Normandía y posteriormente en el reino de Inglaterra, el Échiquier (galicismo adaptado al inglés como exchequer) constituía el equivalente de la Cámara de Cuentas de otros reinos y principados. En Inglaterra, las funciones del Échiquier se repartían entre un Upper Exchequer y un Lower Exchequer. El cargo era ejercido por los barones del Échiquier y los chambelanes. Actualmente el nombre oficial del Ministro de Finanzas del Gobierno Británico es el de Chancellor of the Exchequer.: 73–74 
El nombre proviene de la mesa en torno a la cual se reunía la Cámara de Cuentas. Dicha mesa estaba formada por casillas blancas y negras al modo de un tablero de ajedrez (chequer), sobre las que los contribuyentes iban depositando sus impuestos ante el tribunal.